# Насвинский район
Насвинский район — административно-территориальная единица в составе Ленинградской и Западной областей РСФСР, существовавшая в 1927—1932 годах.
Насвинский район в составе Великолукского округа Ленинградской области был образован в 1927 году. В район вошло 11 сельсоветов: Батрацкий, Брутовский, Горожанский, Дунянский, Краснопахарский, Липшанский, Медведковский, Назаровский, Насвинский, Овсищенский Самолуковский.
В 1929 году Великолукский округ был передан в Западную область.
В 1930 году в результате ликвидации окружного деления Насвинский район перешёл в прямое подчинение Западной области. В том же году в состав района были переданы Вязовский, Коростелевский, Ласиченский, Олоховский, Островский, Хоботовский с/с из упразднённого Рыковского района.
В 1932 году Насвинский район был упразднён. При этом Овсищенский с/с был передан в Великолукский район, Брутовский, Дунянский, Медведковский, Назаровский, Олоховский, Самолуковский, Хоботовский — в Локнянский район, Батрацкий, Вязовский, Горожанский, Липшанский, Ласиченский, Краснопахарский, Коростелевский, Насвинский, Островский — в Новосокольнический район.